# Chiesa dei Santi Pietro e Paolo (Torri del Benaco)
La chiesa dei Santi Pietro e Paolo è la parrocchiale di Torri del Benaco, in provincia e diocesi di Verona; fa parte del vicariato del Lago Veronese-Caprino.

## Storia
Precedentemente sorgeva a Torri del Benaco una chiesa in stile romanico, dedicata ai santi Pietro e Paolo, che, essendo pericolante, dovette essere demolita nel 1719.

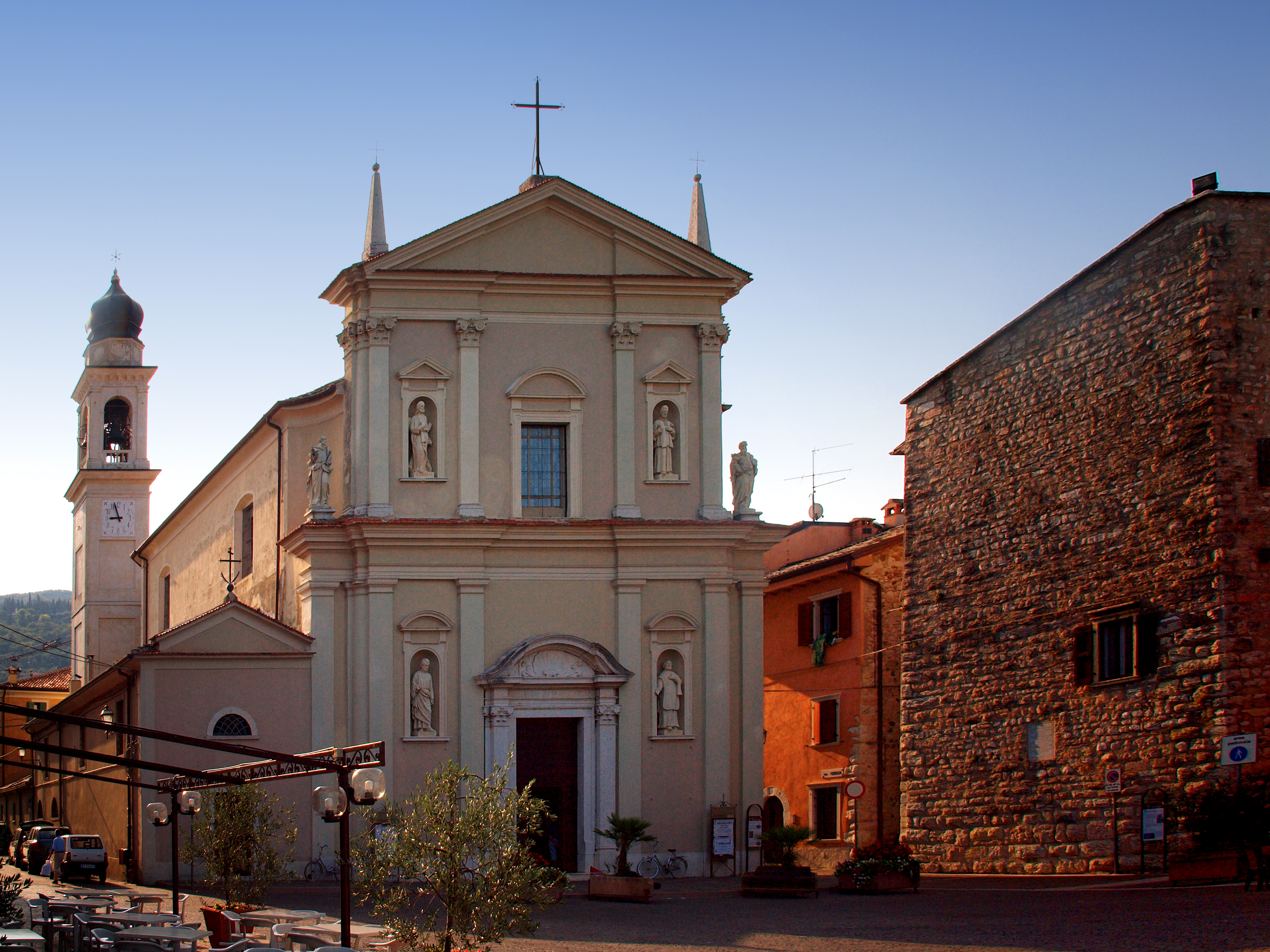
La chiesa di mattina presto

In quel medesimo anno venne posta la prima pietra della nuova parrocchiale, sorta nello stesso luogo dell'antica; l'edificio, disegnato da Antonio Spazzi, fu inaugurato ed aperto al culto 7 giugno 1731, anche se venne portato a compimento solo nel 1769.
La consacrazione fu impartita il 4 ottobre 1812 dal vescovo di Verona Innocenzo Liruti.

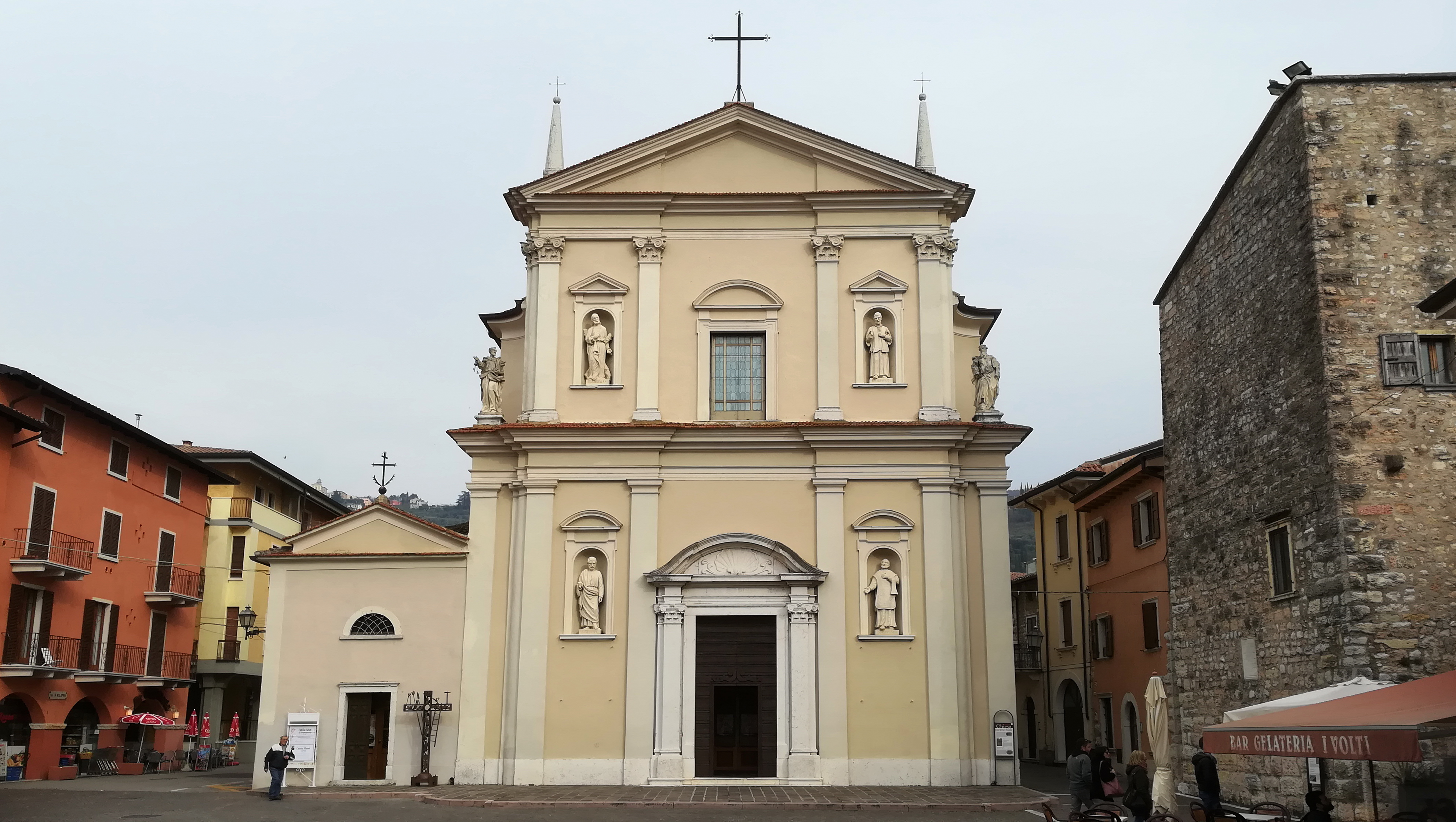
La facciata della chiesa

Coevo alla chiesa è il campanile, eretto sulla base di una vecchia torre del fortilizio.
Nel 1895 venne realizzata la decorazione a finto stucco dell'interno, mentre nel 2012 l'esterno dell'edificio, il tetto e la torre campanaria furono oggetto di una ristrutturazione condotta dall'architetto Narciso Revenoldi.
Sulla controfacciata della chiesa si trova un organo costruito nel 1744 da Angelo Bonatti, restaurato nel 1982 dalla ditta organaria Alfredo Piccinelli con la supervisione dell'organologo Oscar Mischiati.
Manuale
Principale bassi	8'
Principale soprani	8'
Ottava	4'
Decimaquinta
Decimanona
Vigesimaseconda
Vigesimasesta
Vigesimanona
Trigesimaterza
Trigesimasesta
Voce Umana soprani
Flauto in ottava bassi
Flauto in ottava soprani
Flauto in duodecima
Cornetto I soprani (VIII-XII)
Cornetto II soprani (XV-XVII)
Tiratutti
Tromboncini 8' bassi e soprani	(in cartone, collocati in "Brustwerk")
Pedale
Contrabbassi ed ottave	16'+8'
Tamburo	(tasto posto di seguito alla pedaliera)
Manuale di 50 tasti (Do1-Fa5), con prima ottava corta
Pedaliera di 15 tasti, costantemente unita al manuale (Do1-Fa2)
Divisione bassi/soprani Mi3-Fa3; per i Tromboncini, Do#3-Re3

## Descrizione

### Facciata
La facciata della chiesa, che è a capanna, guarda a ponente, è spartita da una cornice marcapiano in due registri; l'ordine inferiore, tripartito da quattro paraste, presenta il portale d'ingresso caratterizzato dal timpano curvilineo e due nicchie, mentre quello superiore una finestra e altre due nicchie.
Ai lari gli sono due contrafforti sopra i quali sono collocate due statue raffiguranti San Paolo e San Pietro, mentre a coronare la facciata è il timpano aggettante di forma triangolare.

### Interno

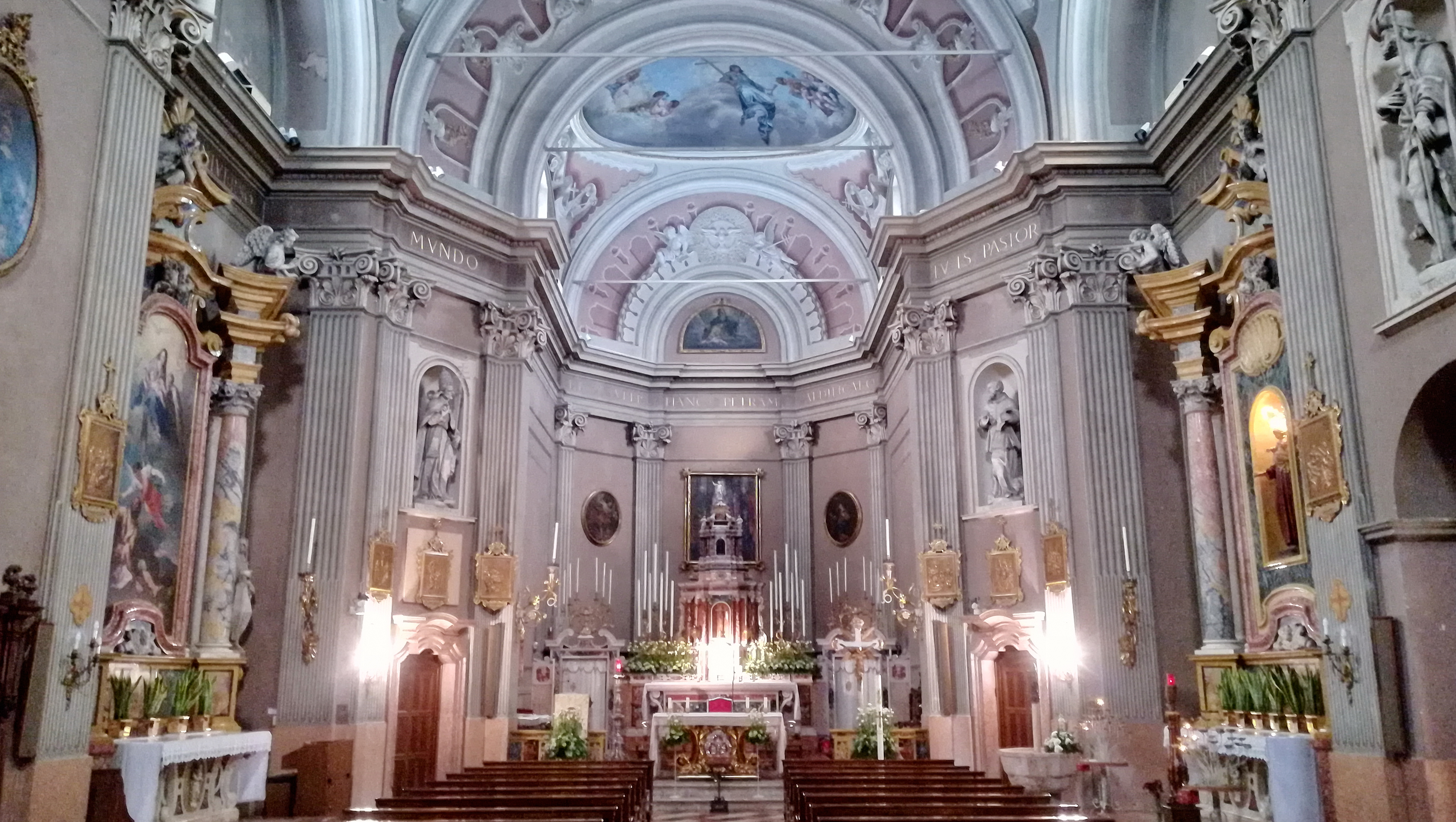
L'interno

L'interno si compone di un'unica navata voltata a vela sulla quale si affacciano quattro cappelle laterali i cui sono ospitare gli altari della Beata Vergine del Carmine, di Sant'Antonio Abate, di San Filippo Neri e della Beata Vergine del Rosario; a conclusione dell'aula vi è il presbiterio rialzato di due gradini e a sua volta chiuso dall'abside poligonale.
Opere di pregio qui conservate sono la pala avente come soggetto la Madonna col Bambino fra i Santi Pietro e Paolo, eseguita nel XVI secolo dal bresciano Sebastiano Aragonese, il solo dipinto assegnato sicuramente all'artista, e i dipinti della volta della navata raffiguranti il Salvataggio di San Pietro e l'Angelo che abbatte gli idoli, realizzati da Felice Cappelletti da Verona, e quello del soffitto del presbiterio, ritraente Trionfo della Fede e dipinto da Gualfardo Lipella.
In controfacciata è collocato un organo costruito da Angelo Bonatti nel 1744.